# Bois de Jussy
Les bois de Jussy une forêt située sur les communes de genevoises de Jussy, Presinge et Gy. Elle est composée de deux lieux principaux: Les Grands Bois et Les Bois de l'Étang.  
Cité dès 1261, Les bois furent la propriété de l'Hôpital général de 1665 environ à 1856. Après remaniement parcellaire, une grande partie des bois appartient à l'Etat de Genève qui y a aménagé des chemins publics et restauré la Maison forte des Grands Bois, édifiée en 1725. 

Le lieu dit les Prés-de-Villette sur la commune de Gy disputèrent aux terrains entourant les ruines du château de Rouelbeau sur la commune de Meinier le titre de  comme la source de la Seymaz. Mais à la suite des travaux de renaturation de la rivière, le secteur de la forêt de Rouëlbeau ont été déclarés officiellement sources de la Seymaz[pas clair].  
Les bois de Jussy comptent plusieurs sites protégés,,.